# Stichillus polychaetous
Stichillus polychaetous är en tvåvingeart som beskrevs av Liu och Chou 1996. Stichillus polychaetous ingår i släktet Stichillus och familjen puckelflugor.
Artens utbredningsområde är Sichuan (Kina). Inga underarter finns listade i Catalogue of Life.